# Eixo cardã

Exemplo de juntas e eixo cardan

Numa visão geral, o eixo cardan ou cardã é composto de dois eixos tubulares: um primário, centrado à fonte motriz, e outro secundário, centrado ao eixo de tração. As suas extremidades contam com articulações denominadas juntas móveis universais, que podem possuir rolamentos, mangas de ligação, grampos ou anéis de pressão e guarda-pós para acompanhar o movimento unilateral dos mesmos.
Nas extremidades desse tubo existem conexões chamadas de juntas universais onde se encontram as cruzetas. São as cruzetas que dão aos ECIs a capacidade de transmitir força do motor para o eixo em diferentes ângulos. Sua fixação se dá por anéis-trava ou abraçadeiras, dependendo do seu tipo de aplicação. As cruzetas se unem ao cardã por meio de garfos e flanges ou garfos e terminais. O conjunto formado por estes componentes mais a cruzeta é denominado junta universal.

## Principais componentes

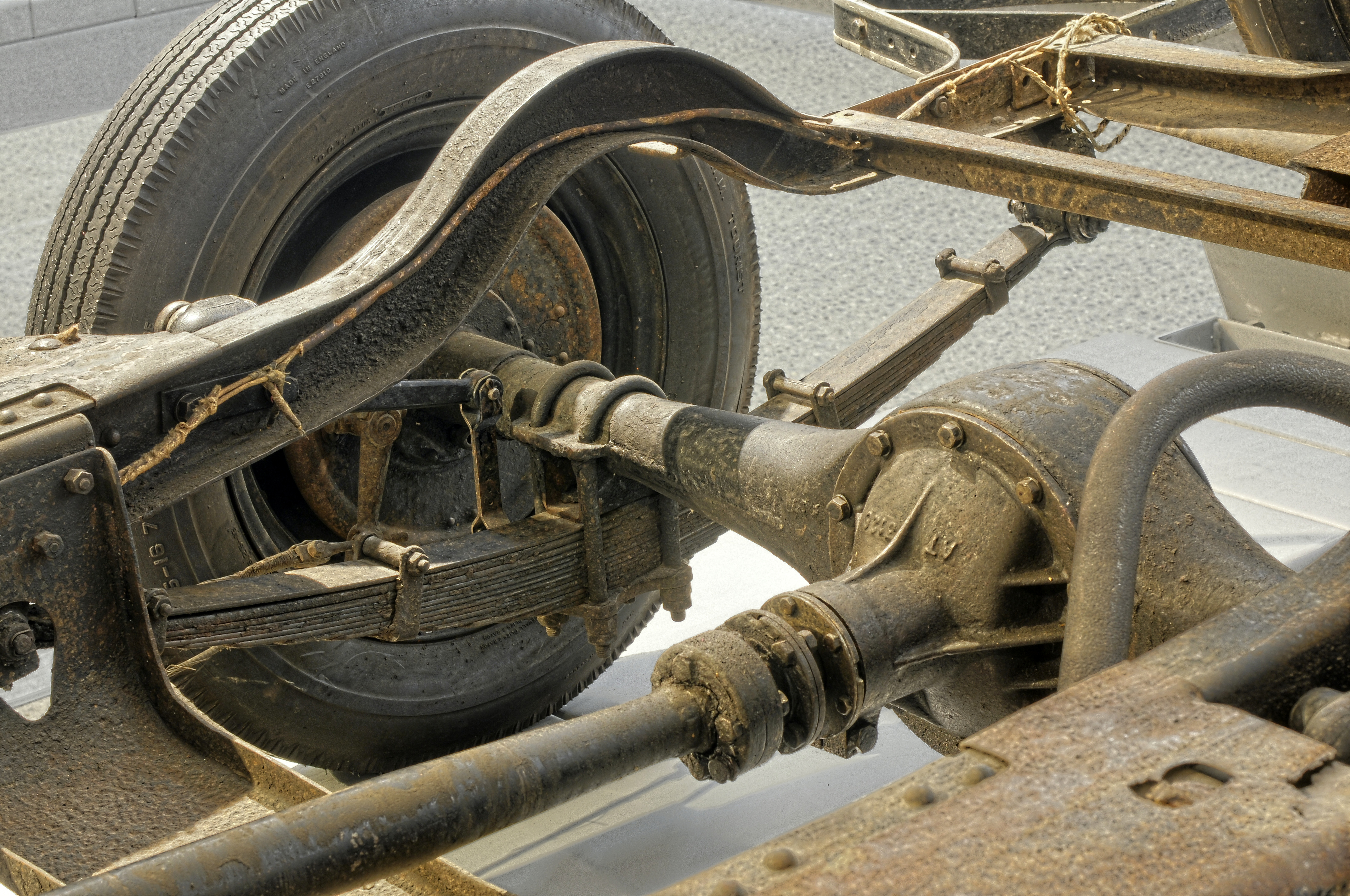
Škoda 422

Anéis-trava, castanhas, luvas ou garfos, espigas/cruzetas, roletes, flanges
São utilizados em equipamentos e transmissões que tenham desalinhamento do conjunto ou que o trabalho desse conjunto possa ocasionar um desalinhamento, como no caso de uma transmissão de caminhão, onde o movimento do eixo traseiro promove desalinhamento em relação a saída da caixa de câmbio.

## Aplicações

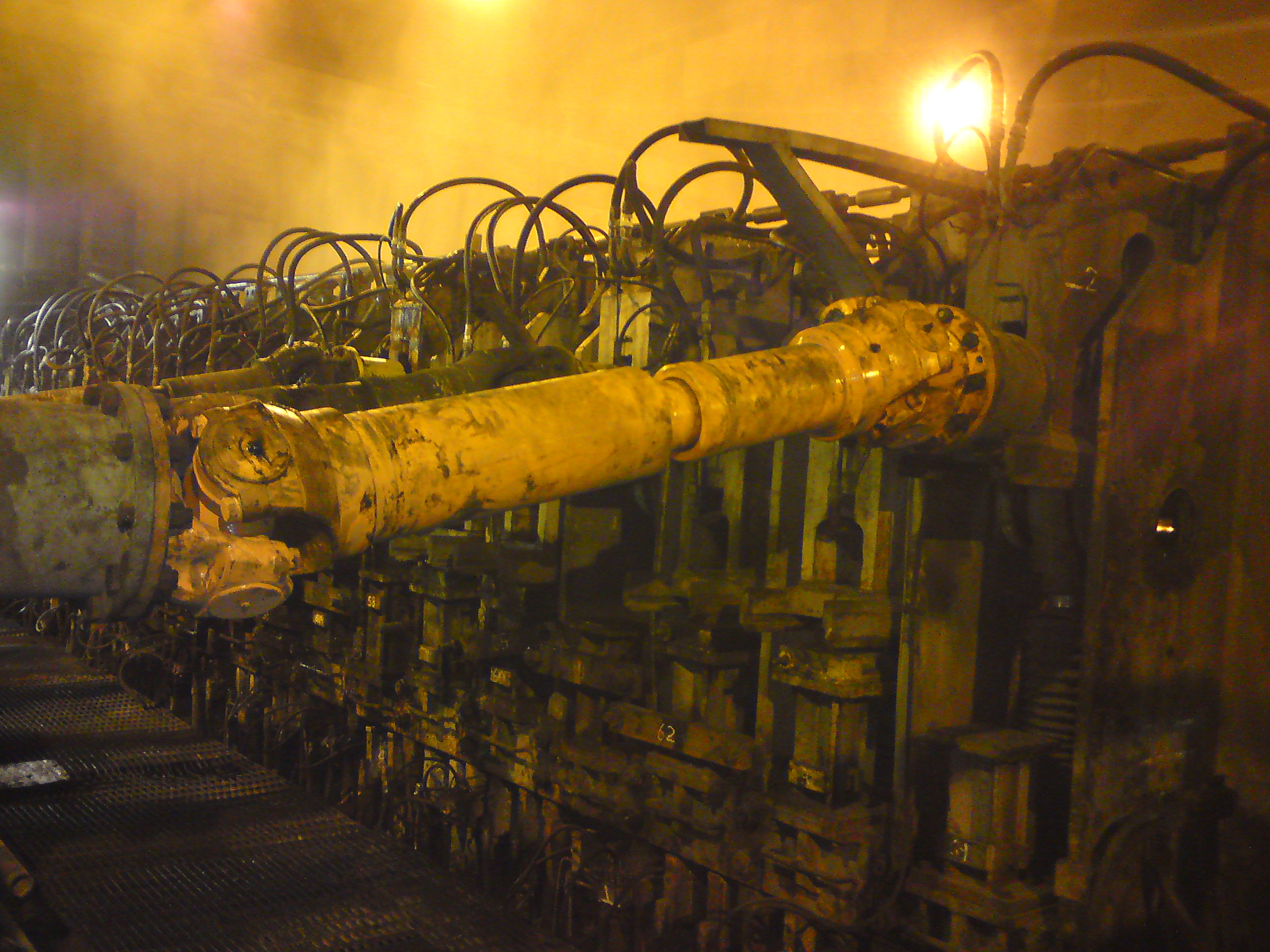
Eixo cardã com aplicação

Carros: utilizados nos veículos com motor dianteiro e tração traseira ou 4X4 como meio de transmissão do motor para as rodas.
Motocicletas: utilizado como substituto da corrente de transmissão, torna o conjunto mais silencioso, além de ser quase isento de manutenção.
Máquinas: na área industrial, é largamente aplicado em equipamentos e maquinários para compensação do desalinhamento entre motores e equipamentos movidos. Veículos ferroviários, máquinas agrícolas, laminadores, unidades marítimas, unidades de incêndio, industria têxtil e máquinas em geral.
Caminhões: utilizado na transmissão ao(s) eixo(s), além dos aparelhos hidráulicos para o basculamento de caçambas e outras aplicações.
Ônibus: utilizado na transmissão ao eixo traseiro, podendo ter tanto motor dianteiro como traseiro, no caso de motor traseiro utiliza-se normalmente somente um cardã, ao contrario dos motores dianteiros, que normalmente possuem vários cardãs.